# トーマス・バードウェル

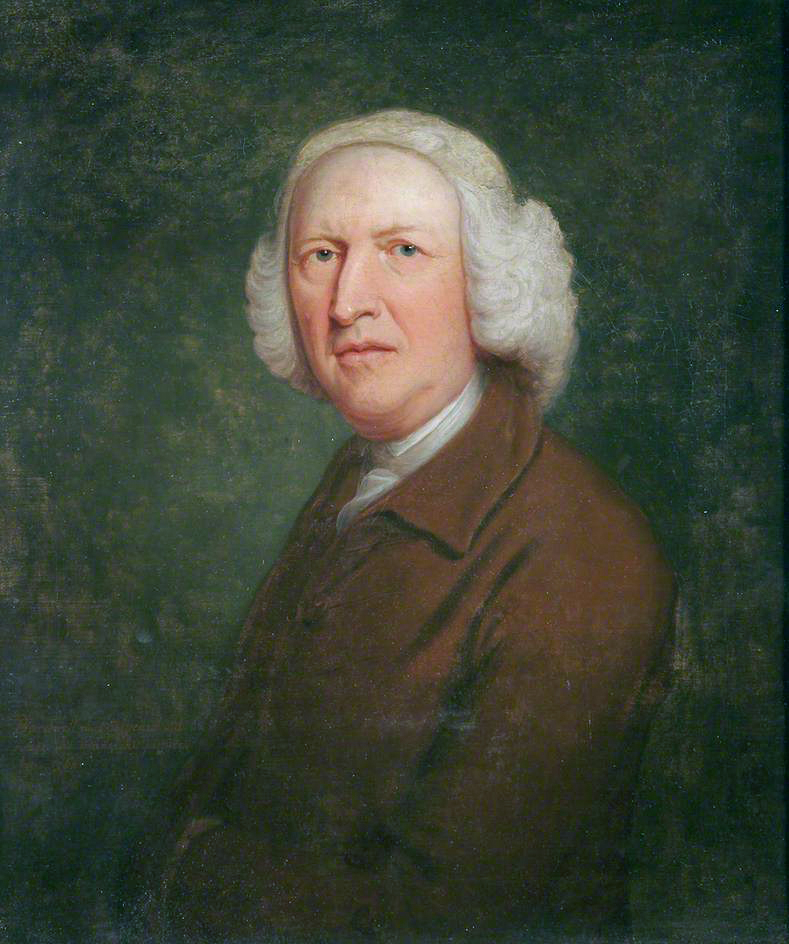
自画像（1765年）

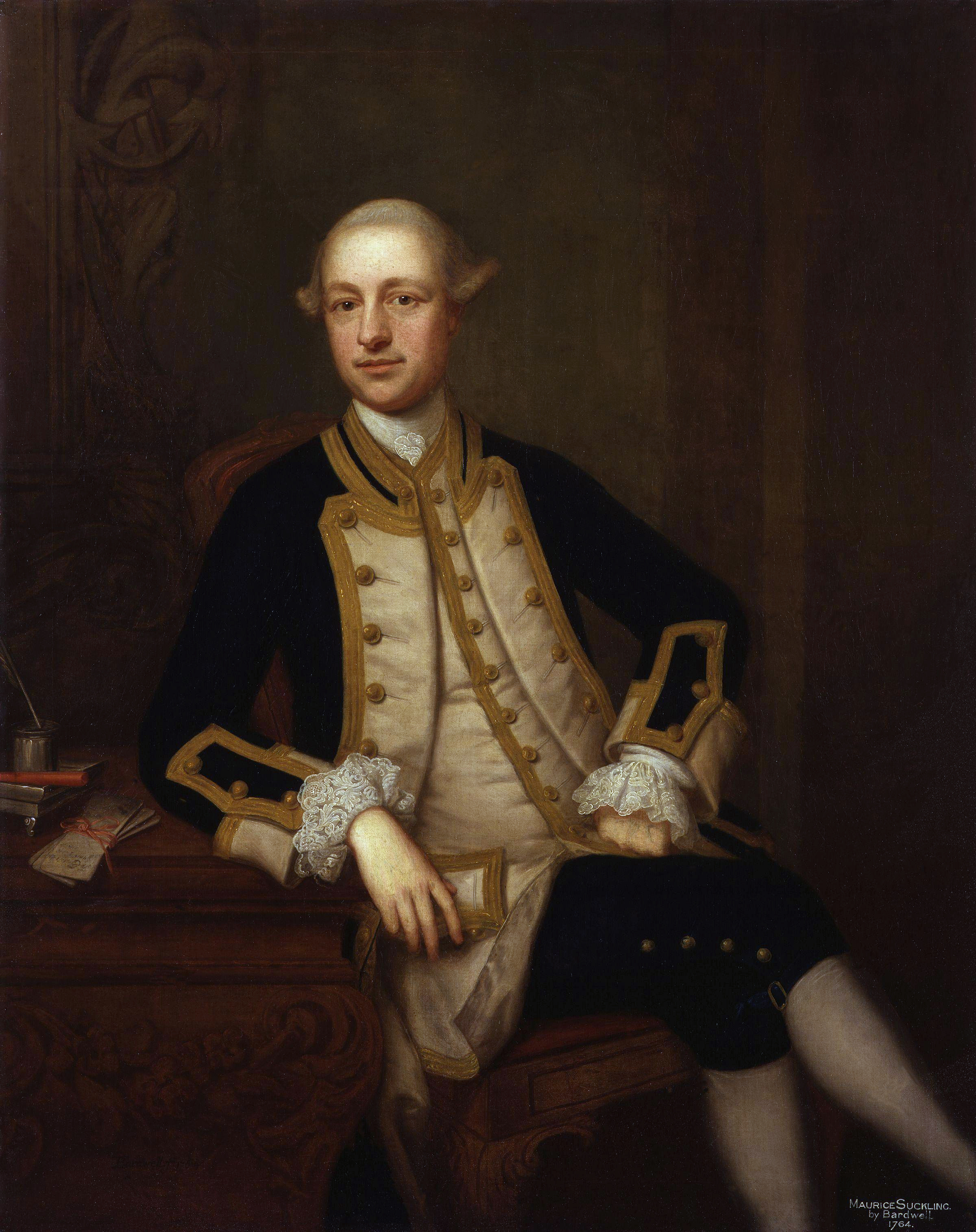
モーリス・サックリングの肖像

トーマス・バードウェル（英: Thomas Bardwell、1704年 - 1767年9月9日）は、イングランド出身の肖像画家、美術模倣者、および著作家。

## 経歴
サフォーク州 バンギーでの一族の事業の関係で、当初は装飾パネル画の画家として生計を立てていた。
初期の肖像画としては1736年制作と推定される2枚の風俗画がある。そのうちの1枚であるベックルズのブルースター家を描いたと思われる風俗画はロンドンのショーディッチ地区にあるジェフリー博物館に所蔵されている。1746年、ノリッジの砲兵隊が翌年に市長となったウィリアム・クロウの肖像画をバードウェルに依頼し、それまでジョン・テオドール・ハインズが保持していたこの市の住民の肖像画の独占権を打ち破ることとなった。バードウェルが描いた9枚のうちの最初の肖像画はノリッジにあるセント・アンドリュー・ホールに飾られていた。
1740年代から1750年代にかけて、ロンドンで数枚の肖像画を描いている。そのうちの1枚である『ブリタニアから金銭を受領するジョシュア・ワード（もしくは貧民に対する義援金としての金銭授与）』（1748年）は、ブリタニアとチャリティという象徴的存在や患者の群衆とともにいるロンドン出身の医師ワードの姿を描いた寓話的な作品である。現在、この作品はイングランド王立外科医師会に所蔵されているが、かつてはホワイトホールにあるワードの休憩室に飾られていた。この作品が飾られた後の1748年から1749年にかけてバーナード・バロンが制作したと思われるエングレービング作品が残されている。
1752年から1753年にかけて、ヨークシャーやスコットランドにおいて多くの依頼を受けた。1759年になってようやくノリッジにずっと住み続けることになった。ノリッジで発行された新聞に掲載された死亡記事には彼について「この街の著名な肖像画家は主として天賦の才と努力でその芸術における完成度を身につけただけでなく、たとえ多額の授業料を支払ったとしても素晴らしいものであると考えられただろう」と説明されている。1829年に出版された『ノーフォーク州における天才史』によれば「彼が描いた肖像画で最も優れている作品はラングレーにあり、彼が残した歴史的題材はノリッジ出身のターナー氏とカール氏が所有している」とある。

## 著作
『画法と遠近法が容易に行える方法』と題されたバードウェルが執筆した64ページにおよぶ専門書は1756年にミラー・オブ・バンギーによって発表された上で出版された。この専門書にはロンドンに住むバードウェルの住所が記載されており、「コヴェントガーデンの終端近くのローズ街にあるゴールデンランプにて」著者から入手可能と公表されている。画家のエドワード・エドワーズは画家としてのバードウェルに常に低評価を与えていたにもかかわらず、1808年に発表した自身の著作では「画法の進展に及ぶ限りでのこの短い作品に含まれる教授は発表されている中では今のところ最も優れていると言えるだろう」と称賛している。しかし、エドワーズは遠近法に関しては不満があったようだ。1773年にバードウェルが執筆した専門書の第2版が発行された。